# ČSD M 290.001 und 002
Die M 290.001 und 002 waren Schnelltriebwagen der Tschechoslowakischen Staatsbahnen (ČSD) für den Fernverkehr im Stil des Art déco und der Stromlinien-Moderne.
Sie kamen von 1936 bis 1939 auf der Expressverbindung Slovenská Strela (deutsch: Slowakischer Pfeil) von Prag nach Bratislava zum Einsatz. Obwohl ab der Nachkriegszeit andere Fahrzeugkombinationen diese Verbindung bedienten, prägte die erste Benennung diesen Zuglauf derart, dass aktuell auch die eingesetzten neueren Züge begrifflich mit Slovenská Strela gleichgesetzt werden.

## Geschichte

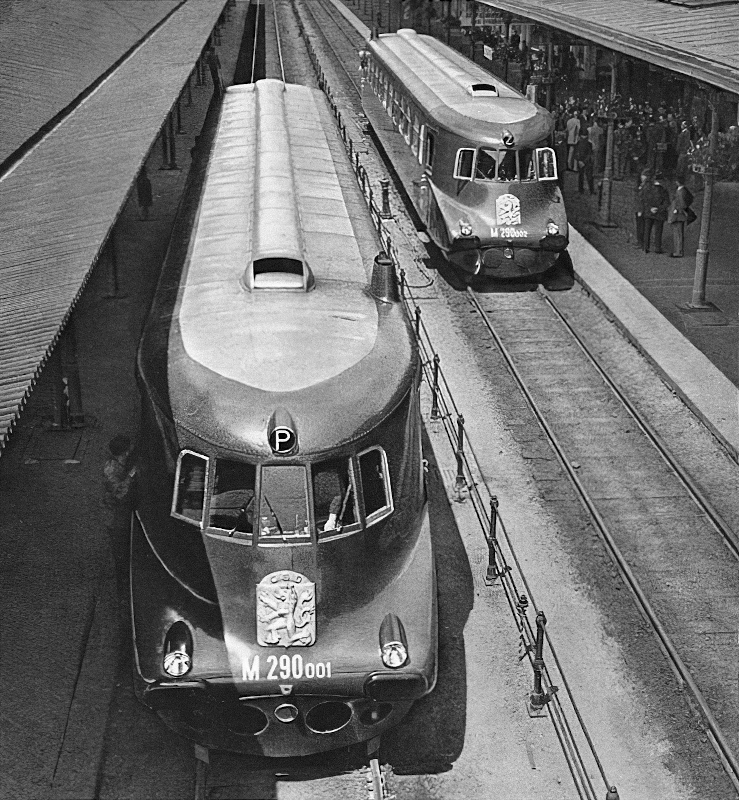
Die beiden Triebwagen in Přerov (Juni 1936)

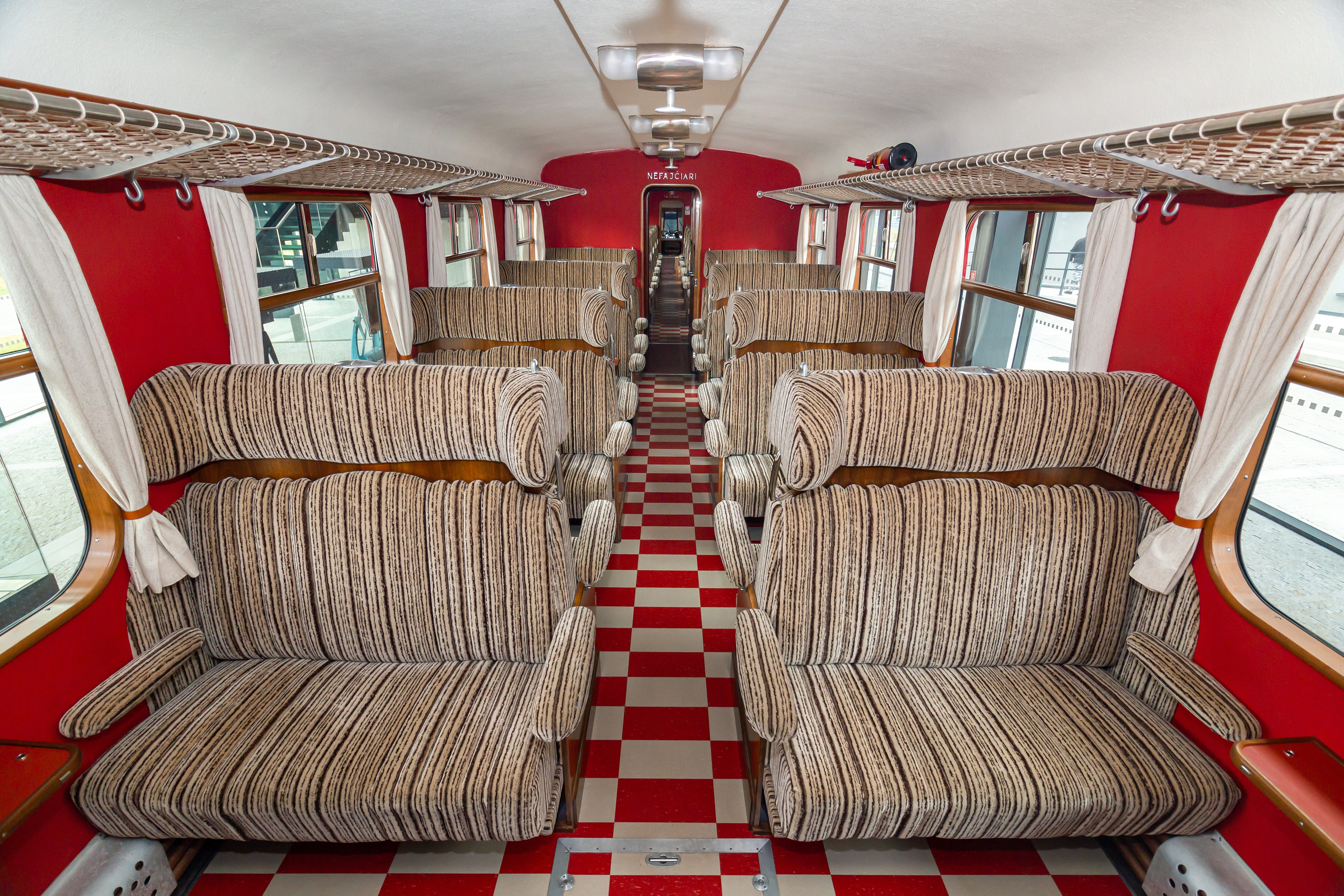
Innenraum

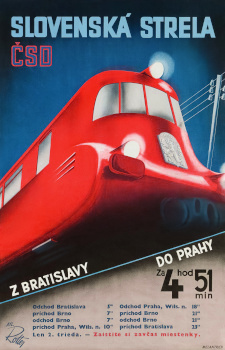
Werbeplakat (1936)

Der Hersteller Vagónka Tatra bezeichnete die Fahrzeuge als Tatra 68.
Eingesetzt wurden die Fahrzeuge als Expressverbindung zwischen Prag und Bratislava als Slovenská Strela. Diese Strecke wurde in den 1930er Jahren fahrplanmäßig in 4 Stunden und 28 Minuten zurückgelegt.
Obwohl die Wagen nicht die erste, sondern die 2. Wagenklasse führten, galten sie als besonders luxuriös , aber die geringe Zahl Sitzplätze war schon vor dem Zweiten Weltkrieg von Nachteil . Jedes der Fahrzeuge hatte zwei Großraumabteile mit insgesamt 72 Sitzplätzen, und zwar ein Raucherabteil mit 40 und ein Nichtraucherabteil mit 32 Sitzen. In einer kleinen Küche konnten kleinere Gerichte zubereitet werden, die den Fahrgästen am Platz serviert wurden.
Das hinzufügen von Waggons zur Erhöhung der Kapazität war nicht vorgesehen. Weiters war der Triebfahrzeugbestand der ČSD von über 40 unterschiedlichen Baureihen geprägt, der Pfeil war hierbei eine kostspielige Splittergattung.
Mit Kriegsbeginn 1939 wurden die Fahrzeuge abgestellt.

### Nachkriegszeit
Nach dem Zweiten Weltkrieg wurden die Wagen für Regierungs- und Ministerienfahrten, so zum Beispiel für die Fahrten zum Nürnberger Prozess, benutzt. Kurzzeitig wurden die Züge auch auf der regelmäßigen Verbindung Prag-Ostrava und Prag–Karlovy Vary eingesetzt.
Die ČSD plante eine Vereinheitlichung des Bestands und beschaffte in Folge die dieselmechanisch angetriebenen Triebzüge der Baureihen M 495 und M 498 bei Ganz & Co in Ungarn.
Der M 290.001 wurde 1953 abgestellt und nach Šumperk überführt. Später wurde er bei Vagónka Tatra in Studénka auf dem Werksgelände abgestellt, um restauriert zu werden. 1960 brannte er aus. M 290.002 diente bis 1960 gelegentlich für Fahrten der Regierung und kam, falsch als M 290.001 bezeichnet, später ins Werksmuseum von Tatra in Kopřivnice.
Am 8. Januar 2010 beschloss die Regierung der Tschechischen Republik, das Fahrzeug zum 1. Juli 2010 in die Liste der Nationalen Kulturdenkmäler aufzunehmen.

### Restaurierung
Nachdem der Triebwagen über Jahre vor dem Tatra-Museum unter einer Überdachung im Freien gestanden hatte und durch Witterungseinflüsse stark beschädigt worden war, wurde er im August 2018 zur Restaurierung abtransportiert. Es sollte in Hranice na Moravě für 35 Millionen Kronen (etwa 1,4 Millionen Euro) äußerlich instand gesetzt und in einem Zubau des Tratra-Museums vor Witterungseinflüssen geschützt ausgestellt präsentiert werden.
In der Zwischenzeit hatte man sich jedoch entschlossen, auch die Antriebsanlage wieder instand zu setzen und den Triebwagen wieder betriebsfähig aufzuarbeiten. Bei den Firmen MEZ und G & EM in Vsetín wurde die elektromechanische Antriebsanlage wieder hergerichtet. Mit den beiden ursprünglichen Ottomotoren des Typs Tatra 68 konnte im Dezember 2020 zum ersten Mal auf einem Abschnitt der Strecke zwischen Přerov und Břeclav eine Geschwindigkeit von 75 km/h erreicht werden. Im Januar 2021 wurde mit dem Fahrzeug eine Geschwindigkeit von 135 km/h erreicht. Am 13. März 2021 erreichte der Triebwagen auf einer Langstreckenfahrt dann Břeclav aus eigener Kraft.
Insgesamt werden die Gesamtkosten für das Wiederaufarbeiten des Fahrzeuges auf 118 Mio. Kronen geschätzt.

## Technische Merkmale

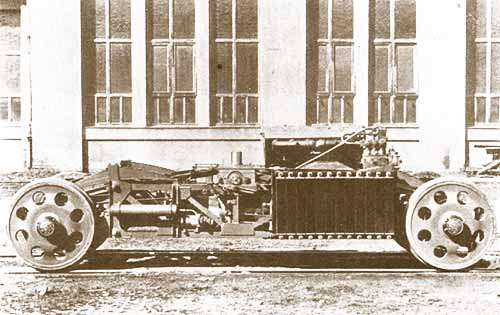
Maschinendrehgestell mit Antriebsanlage

Neuartig war die antriebstechnische Lösung der Triebwagen nach dem System des Ingenieurs Sousedík. Bei niedrigen Geschwindigkeiten wurde die Leistung der beiden Ottomotoren zum größten Teil elektrisch übertragen, ab einer Geschwindigkeit von über 85 km/h mechanisch. Dazu war jeder der beiden Motoren direkt mit dem – sich drehenden – Stator eines Generators verbunden, dessen Rotor zusammen mit einem zusätzlichen Elektromotor über ein Getriebe auf die Antriebsachse wirkte.
Bei niedrigen Geschwindigkeiten oder im Stillstand ist die Drehzahldifferenz zwischen Stator und Rotor des Generators und die dadurch erzeugte elektrische Leistung hoch. Sie wird über den Elektromotor an die Achse übertragen. Mit zunehmender Geschwindigkeit nimmt sie ab, weil die Drehzahl des Rotors zunimmt und er deshalb mehr Leistung direkt mechanisch überträgt. Bei  85 km/h wird der Generator durch eine Kupplung überbrückt.